# Growing Up (Sloane's Song)
Growing Up (Sloane's Song) è un singolo promozionale del duo Macklemore & Ryan Lewis, in collaborazione con il chitarrista e cantautore Ed Sheeran. Il testo del brano riguarda la figlia di Macklemore, Sloane Ava Simone Haggerty, nata il 29 maggio 2015. La copertina del singolo rappresenta le dita di un adulto avvolgere il polso di un neonato.
La canzone è contenuta nel secondo album del duo, This Unruly Mess I've Made, uscito il 26 febbraio 2016.